# Colli Senesi
Colli Senesi è una delle sotto-zone di produzione del vino Chianti.

## Storia
La sottozona Colli Senesi fu istituita con DM del 31 luglio 1932 in una zona ricchissima di vini pregiati.

## Area geografica
Tutto il territorio della sottozona è in Provincia di Siena e comprende al suo interno anche le DOCG Brunello di Montalcino, Vino Nobile di Montepulciano e Vernaccia di San Gimignano.

## Produzione Chianti
Nonostante la grande estensione territoriale (seconda solo alla Classico), a causa della presenza di alcune tra le più prestigiose DOC e DOCG toscane la produzione di Chianti Colli Senesi si attesta a meno dell'8% del totale Chianti (anno 2004).
| Superfici di riferimento e produzione di Chianti nelle sottozone nel 2004 | Superfici di riferimento e produzione di Chianti nelle sottozone nel 2004 | Superfici di riferimento e produzione di Chianti nelle sottozone nel 2004 | Superfici di riferimento e produzione di Chianti nelle sottozone nel 2004 | Superfici di riferimento e produzione di Chianti nelle sottozone nel 2004 | Superfici di riferimento e produzione di Chianti nelle sottozone nel 2004 | Superfici di riferimento e produzione di Chianti nelle sottozone nel 2004 | Superfici di riferimento e produzione di Chianti nelle sottozone nel 2004 | Superfici di riferimento e produzione di Chianti nelle sottozone nel 2004 | Superfici di riferimento e produzione di Chianti nelle sottozone nel 2004 | Superfici di riferimento e produzione di Chianti nelle sottozone nel 2004 |
|                                                                           | extra sottozone                                                           | Classico                                                                  | Colli Aretini                                                             | Colli Fiorentini                                                          | Colli Senesi                                                              | Colline Pisane                                                            | Montalbano                                                                | Montespertoli                                                             | Rùfina                                                                    |                                                                           |
| ------------------------------------------------------------------------- | ------------------------------------------------------------------------- | ------------------------------------------------------------------------- | ------------------------------------------------------------------------- | ------------------------------------------------------------------------- | ------------------------------------------------------------------------- | ------------------------------------------------------------------------- | ------------------------------------------------------------------------- | ------------------------------------------------------------------------- | ------------------------------------------------------------------------- | ------------------------------------------------------------------------- |
| Sup. di rif. (ha)                                                         | 11'851,98                                                                 | 6'940,02                                                                  | 141,26                                                                    | 620,79                                                                    | 1'822,30                                                                  | 19,18                                                                     | 103,05                                                                    | 73,37                                                                     | 823,08                                                                    |                                                                           |
| Prod. vino (hl)                                                           | 671'686,25                                                                | 232'594,13                                                                | 5'646,45                                                                  | 23'818,00                                                                 | 82'382,30                                                                 | 927,29                                                                    | 5'146,21                                                                  | 2663,02                                                                   | 30'398,77                                                                 |                                                                           |
| Percentuale sul totale (vino)                                             | 63,29                                                                     | 21,92                                                                     | 0,53                                                                      | 2,24                                                                      | 7,76                                                                      | 0,09                                                                      | 0,48                                                                      | 0,25                                                                      | 2,86                                                                      |                                                                           |

## Vini prodotti
- Brunello di Montalcino DOCG (solo nell'area di Montalcino)
- Chianti DOCG
- Chianti Colli Senesi DOCG
- Chianti Superiore DOCG
- Vino Nobile di Montepulciano DOCG (solo nell'area di Montepulciano)
- Vernaccia di San Gimignano DOCG (solo nell'area di San Gimignano)
- Moscadello di Montalcino DOC (solo nell'area di Montalcino)
- Orcia DOC (solo in parte)
- Rosso di Montalcino DOC (solo nell'area di Montalcino)
- Rosso di Montepulciano DOC (solo nell'area di Montepulciano)
- Sant'Antimo DOC (solo nell'area di Montalcino)
- Val d'Arbia DOC (solo in parte)
- Vin Santo del Chianti DOC
- Vin Santo di Montepulciano DOC (solo nell'area di Montepulciano)
- Colli dell'Etruria Centrale DOC
- Toscana IGT